# 昱岭关
昱岭关，是一座天目山昱岭、徽杭古道上的古关隘，介于中国安徽省黄山市歙县三阳镇岭脚村与浙江省杭州市临安区清凉峰镇昱岭关村之间。

## 历史
据万历《杭州府志》:“其岭为徽杭之交，山势险阻，尝置关御寇，故又曰昱岭关。”
2005年3月16日，昱岭关公布为浙江省文物保护单位。2012年6月21日，昱岭关公布为安徽省文物保护单位。